# 德吕 (杜省)
德吕（法語：Deluz，法語發音：[dəly]）是法国杜省的一个市镇，属于贝桑松区。

## 地名
该地名“Deluz”发音为[dəly]，末尾字母“z”不发音，《世界地名译名词典》将其误译作“德吕兹”。

## 地理
德吕（47°17'40"N, 6°12'3"E）面积8.03 平方千米，位于法国勃艮第-弗朗什-孔泰大區杜省，该省份为法国东部内陆省份，北起上索恩省，西接汝拉省，东部及东南部与瑞士接壤，东北部与贝尔福地区省接壤。
与德吕接壤的市镇（或旧市镇、城区）包括：普利涅-吕桑、奥斯、鲁朗、韦尔。
德吕的时区为UTC+01:00、UTC+02:00（夏令时）。

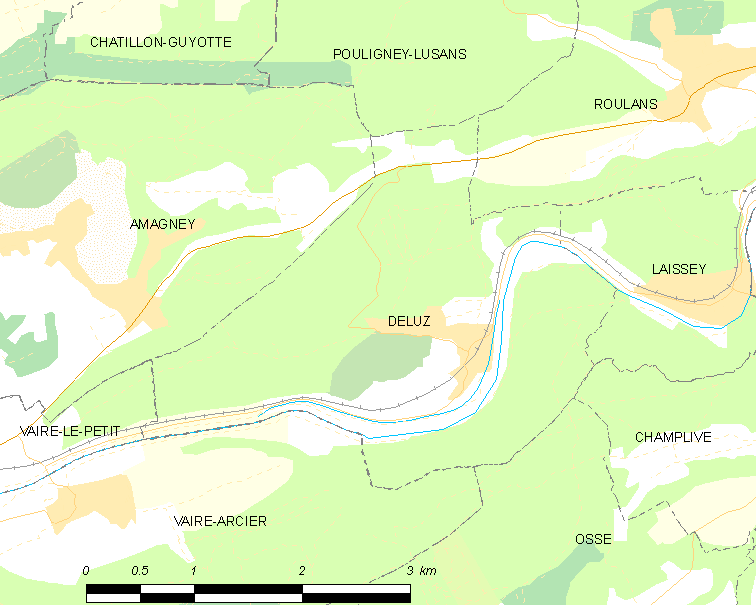
德吕的OSM定位图

## 行政
德吕的邮政编码为25960，INSEE市镇编码为25197。

## 政治
德吕所属的省级选区为贝桑松第五县。

## 人口

1962-2008年间德吕人口变化图示

德吕于2022年1月1日时的人口数量为627人。